# فرانک رنیه
فرانک رنیه (فرانسوی: Franck Rénier‎؛ زادهٔ ۱۱ آوریل ۱۹۷۴) دوچرخه‌سوار اهل فرانسه است.
از باشگاه‌هایی که در آن رکاب زده‌است می‌توان به تیم دوچرخه‌سواری دیرکت انرژی اشاره کرد.